# 广东半蒴苣苔
广东半蒴苣苔（学名：Hemiboea henryi var. guandongensis）为苦苣苔科半蒴苣苔属下的一个变种。

## 扩展阅读
- 維基物種上的相關：广东半蒴苣苔